# Terriera fourcroyae
Terriera fourcroyae är en svampart som först beskrevs av Berk. & Broome, och fick sitt nu gällande namn av P.R. Johnst. 2001. Terriera fourcroyae ingår i släktet Terriera och familjen Rhytismataceae.   Inga underarter finns listade i Catalogue of Life.